# Rete tranviaria di Venezia
La rete tranviaria di Venezia è un sistema di trasporto pubblico a servizio del comune di Venezia, attualmente composto da 2 linee. Il primo tratto fu inaugurato nel dicembre 2010, l'ultimo il 15 settembre 2015.
La frequentazione è pari a 44 000 passeggeri al giorno al 2017. Nel 2011 era pari a 15 500 passeggeri al giorno. Le interruzioni del servizio, dovute a fermi, a maggio 2016 sono pari allo 0,44%.

## Rete
La rete tranviaria di Venezia è composta da due linee:
| Linea | Percorso                      | Apertura | Ultima estensione | Km | Fermate | Percorrenza | Velocità |
| ----- | ----------------------------- | -------- | ----------------- | -- | ------- | ----------- | -------- |
|       | Favaro Veneto - Piazzale Roma | 2010     | 2015              | 14 | 23      | 39'         | 21 km/h  |
|       | Mestre Centro - Salamonio     | 2015     | -                 | 6  | 14      | 23'         | 15 km/h  |

## Storia
Il centro urbano di Mestre aveva già usufruito di un servizio tranviario, prima a trazione animale, poi a vapore e infine elettrica, nel periodo compreso tra il 1891 e il 1938. Inoltre, fino al 1954, Mestre venne servita come diramazione anche dalla linea tranviaria extraurbana che collegava Padova con Fusina.
Sempre nel territorio comunale di Venezia, di cui Mestre fa parte, nell'isola del Lido di Venezia dal 1907 al 1940 fu in servizio una linea tranviaria, gestita dalla società CIGA (Compagnia Italiana Grandi Alberghi), sostituita nel 1941, per volontà del Comune, da una rete filoviaria, smantellata a sua volta nel 1966.

La prima proposta per la ricostruzione di una nuova rete tranviaria a Mestre risale al 1992 nell'ambito del Piano della mobilità di Mestre e Marghera in cui si proponevano le seguenti tre linee tranviarie:
1. Favaro Veneto - centro (piazza XXVII Ottobre) - via Piave - Mestre FS - Chirignago (km 8,8);
2. Ospedale dell'Angelo[14] - centro (piazza XXVII Ottobre) - corso del Popolo - Marghera (piazza Sant'Antonio-piazzale Concordia-via Pasini) (km 8,5);
3. Zelarino - centro (piazzale Cialdini) - viale San Marco - San Giuliano (km 8).

Successivamente il Comune di Venezia con il supporto tecnico di Actv (Azienda consorzio trasporti veneziani), ai sensi della legge 211 del 26 febbraio 1992, nel 1994 richiese i finanziamenti necessari per la linea Favaro-stazione Mestre-Marghera di km 9,5 quale primo stralcio funzionale di una più complessa rete tranviaria. Il progetto venne approvato nel 1996 e il Comitato Interministeriale Programmazione Economica dei Trasporti prescrisse che era prioritario costruire e quindi attivare prima la tratta di 6,7 km Favaro-stazione Mestre.
Il progetto successivamente elaborato prevedeva un senso unico alternato tranviario in via Olivi a causa della ridotta larghezza della via; negli anni successivi furono valutate diverse ipotesi di ampliamento della rete, come la modifica della linea Favaro-Marghera in Favaro-Mestre-Venezia e l'introduzione della nuova linea Mestre-Marghera.
Nel 1998/1999 si scelse di utilizzare un sistema tranviario su gomma (tecnologia proprietaria Translohr), invece che una tranvia classica, adducendo una serie di vantaggi dichiarati dal fornitore. Il Ministero dei Trasporti, con decreto n° 1761 del 17 dicembre 2002, approvò tale progetto definitivo.

### Costruzione
La progettazione esecutiva delle linee Favaro Veneto-Mestre-Venezia (T1) e Mestre-Marghera (T2) fu aggiudicata nel 2004 all'associazione temporanea di imprese composta da Gemmo, la Lohr Industrie, Metropolitana Milanese, NET Engineering, Studio Altieri, Sacaim, Impresa Costruzioni Ing. Mantovani e CLEA Impresa Cooperativa di costruzioni generali, sebbene nel 2005-2010 il Comune richiese alcune modifiche al tracciato.
La sostenibilità economico-finanziaria fu stabilita valutando un flusso di passeggeri annui di circa 16 000 000 per la linea 1 e 10 000 000 per la linea 2.
I cantieri furono aperti a Favaro Veneto il 10 agosto del 2004 con l'inizio della posa di una piattaforma in cemento armato larga 2,1 metri e spessa 28 cm, della rotaia e della linea aerea. I lavori compresero altresì lo spostamento dei sottoservizi e la costruzione del deposito. La progettazione e la costruzione della rete venne affidata a PMV-Società del Patrimonio per la Mobilità Veneziana.
Nonostante il termine dei lavori fosse inizialmente fissato per la fine del 2007, una serie di ragioni economiche e tecniche (comprese varianti al percorso come il sottopasso della stazione di Mestre e il cavalcavia della zona di San Giuliano nei pressi del ponte della Libertà) portarono alla consegna dei primi lotti nel corso del 2010. Ulteriori cantieri furono avviati fra il 2012 e il 2013.
Il 18 dicembre 2013 il primo tram effettuò un viaggio di prova da San Giuliano fino al capolinea di piazzale Roma. La tratta della linea 2 a Marghera venne completata nel marzo 2014.
I lavori si sono conclusi, su tutta la rete, il 12 giugno 2015 mentre l'autorizzazione ministeriale da parte dell'USTIF per l'entrata in esercizio commerciale dell'ultima tratta è avvenuta il 10 settembre 2015.

### Aperture
Il 19 dicembre 2010 venne inaugurata la linea T1 da Favaro Veneto (via Monte Celo) a Mestre (Sernaglia); la linea utilizzava parte del percorso della prevista linea T1 e parte della prevista linea T2; le corse commerciali, con le relative modifiche alla rete automobilistica, entrarono in vigore il 20 dicembre 2010.
Il 22 settembre 2011 la tratta in servizio è stata prolungata di una fermata da Sernaglia alla fermata stazione FS.
Dal 12 settembre 2014 la linea è stata prolungata fino al capolinea Salamonio (o Panorama) a Marghera, utilizzando il sottopasso tranviario della stazione di Mestre. Contestualmente venne soppressa la fermata stazione FS e attivata quella omonima, ma sotterranea alla stazione FS di Mestre.
Il 15 settembre 2015 è stata inaugurata la rimanente tratta da Mestre a Venezia mentre l'inizio del servizio regolare, con la riorganizzazione della linea T1 e l'attivazione della linea T2, è avvenuto il 16 settembre 2015.

### Costi
I costi iniziali per la costruzione dell'intera rete tranviaria, così come previsti nel piano economico approvato il 29 settembre del 2005 dal Ministero, ammontano a 163,6 milioni di euro, così suddivisi:
- 45 milioni di euro (il 25% per la posa della piattaforma sul ponte della Libertà) per le piattaforme;
- 6,3 milioni di euro per la costruzione del deposito;
- 15 milioni di euro per il sottopasso della stazione ferroviaria;
- 20 milioni di euro per gli impianti tecnologici;
- 48 milioni di euro per i 20 tram;
- 14 milioni di euro inizialmente destinati al pagamento dell'IVA;
- 15,3 milioni di euro per l'IVA.

Il 60% del costo totale è finanziato dallo Stato; il rimanente 40% è finanziato da PMV dietro corresponsione di un canone pagato dal gestore.

## Linee in esercizio
Le linee utilizzano il sistema su pneumatici di produzione Translohr, dal punto di vista amministrativo omologato come una tranvia, con veicoli che viaggiano da progetto per circa il 29% su tracciato in sede riservata sulla linea T1 e il 75% sulla linea T2. Tuttavia al 2017 solo il 4% è in sede riservata.
L'opera infrastrutturale più complessa risulta essere stata la realizzazione del sottopasso (403,36 metri dei quali 72,61 metri rampa lato Mestre, 87,45 rampa lato Marghera, 243,30 tunnel; la pendenza massima è pari all'8%) della linea ferroviaria Venezia-Mestre all'altezza della stazione di Mestre, funzionale alla linea T2 e utilizzato regolarmente dall'agosto 2014, data di inizio del pre-esercizio.
Un altro nodo è l'intersezione di via San Donà con via Martiri della Libertà (SR 14); l'opera, che permette il passaggio della linea T1 in via San Donà da Favaro Veneto a Mestre, evitando l'intersezione a raso con la SR 14 bis per la quale è stato costruito un sottopasso, è attiva dal 22 settembre 2010.

### Prima fase (2010-2015)
- Linea T1

La prima linea in esercizio dal dicembre 2010 (denominata T1, con percorso Favaro-Stazione FS) utilizzava un tracciato provvisorio, costituito da una parte del percorso previsto a regime per la linea T1 (dal capolinea di Favaro di via Monte Celo a piazzale Cialdini/via Colombo) e da una parte del percorso previsto a regime per la linea T2 (dal piazzale Cialdini/via Colombo al capolinea provvisorio Sernaglia); questo è dovuto ai forti ritardi nei lavori di costruzione del sottopasso della stazione di Mestre e di riadattamento del cavalcavia di San Giuliano.
La linea inizialmente contava 19 fermate, era lunga 6,3 km ed il tempo di percorrenza era di 23 minuti.
Il 22 settembre 2011 la tratta in servizio è stata prolungata di una fermata da Sernaglia alla fermata stazione FS.
Dal 12 settembre 2014 la linea è stata prolungata, sfruttando l'intero tracciato della linea T2, fino al capolinea Panorama, utilizzando il sottopasso tranviario della stazione di Mestre.

### Seconda fase (dal 2015)
- Linea T1

Dal 16 settembre 2015 la linea T1 collega Favaro Veneto (capolinea in via monte Celo) a Mestre centro e a Venezia, con capolinea in piazzale Roma.
Il percorso è: Favaro Via Monte Celo - Via Triestina - Via S. Donà - Via Ca' Rossa - Via Colombo - Piazzale Cialdini - V.le S.Marco - S. Giuliano - Ponte della Libertà - Venezia.
La linea, identificata dal colore rosso, si sviluppa per circa 14 km, con 23 fermate. La velocità commerciale è pari a 21 km/h mentre quella massima viene raggiunta sul ponte della Libertà ed è pari a 70 km/h. Il tempo di percorrenza è pari a 39 minuti.
L'interscambio tra la linea T1 e la linea T2 avviene in piazzale Cialdini-via Colombo nella fermata, comune alle due linee, denominata Mestre Centro.
- Linea T2

La linea T2 collega, dal 16 settembre 2015, il centro di Mestre alla stazione ferroviaria di Mestre e a Marghera.
Il percorso è: Piazzale Cialdini (Mestre centro) - Via Olivi - Via Cappuccina - Mestre FS (nuovo sottopasso) - Via Rizzardi - Piazzale Giovannacci - Viale Paolucci - Via Lavelli - Piazza S. Antonio - Piazza Mercato - Piazza della Concordia - Via della Rinascita - Via Cafasso - Via Bottenigo - Via Brunacci - Via Salamonio (zona commerciale).
La lunghezza della linea, caratterizzata dal colore verde, è di circa 6 km, con 14 fermate. La velocità commerciale è pari a 15 km/h. La linea viene percorsa in 23 minuti.
L'interscambio tra la linea T1 e la linea T2 avviene in piazzale Cialdini-via Colombo nella fermata, comune alle due linee, denominata Mestre Centro.
Parte della T2, dal capolinea di Mestre centro (via Colombo) alla stazione di Mestre, risultava già attiva dal dicembre 2010 come prolungamento provvisorio della linea T1. Dal 12 settembre 2014 la linea T2 era già totalmente in esercizio ma sempre come prolungamento della linea T1 Favaro Veneto-Mestre da Mestre centro (piazzale Cialdini) al capolinea di Panorama.

La linea T1 dal 2010 al 2014
La T1 a settembre 2015. Con il prolungamento del 2014, collegava Favaro Veneto a Marghera passando per Mestre

## Materiale rotabile
Il servizio tranviario è espletato da 20 vetture STE4, lunghe 32 metri, larghe 2,20 metri e alte, senza pantografo, 2,89 metri; il pianale ha un'altezza da terra di 25 cm (le banchine di fermata raggiungono i 23 cm rispettando così il D.M 14/06/1989 n° 236 che prevede un dislivello ottimale di 2,5 cm tra la banchina e il veicolo). L'ingombro di due tram affiancati è pari a 5,40 m in doppia corsia mentre il raggio minimo di curvatura è pari a 10,5 m sull'asse della rotaia. La prima vettura STE4 è stata consegnata il 20 novembre del 2007.
Ogni vettura STE4 è in grado di trasportare 170 persone se si prende come riferimento il dato di 4 persone per metro quadrato, altrimenti 238 persone se si prende come riferimento il dato di 6 persone per metro quadrato. Secondo altre fonti, il numero massimo di passeggeri trasportabili è pari a 200 con 60 posti a sedere. All'interno dei mezzi è presente un adesivo riportante i dati della capienza: 242 persone in piedi, 40 sedute.
Tutte le vetture sono accessibili ai portatori di handicap e l'altezza del pianale delle vetture è uguale all'altezza delle piattaforme delle fermate, ottenendosi così un unico piano senza dislivelli.
Il 75% della superficie totale delle vetture STE4 è vetrata; il colore delle vetture è rosso veneziano ed è stato scelto attraverso un sondaggio tra la popolazione, svolto nel novembre del 2004, a discapito del grigio argento e del verde laguna, mentre il colore degli interni è rosso-oro.
Ogni vettura può raggiungere una velocità massima di 70 chilometri orari. Le sottostazioni elettriche sono in totale sette. La tensione di alimentazione nominale è pari a 750 V.
I veicoli STE4 possono essere utilizzati solo sulle infrastrutture realizzate con tecnologia Translohr.

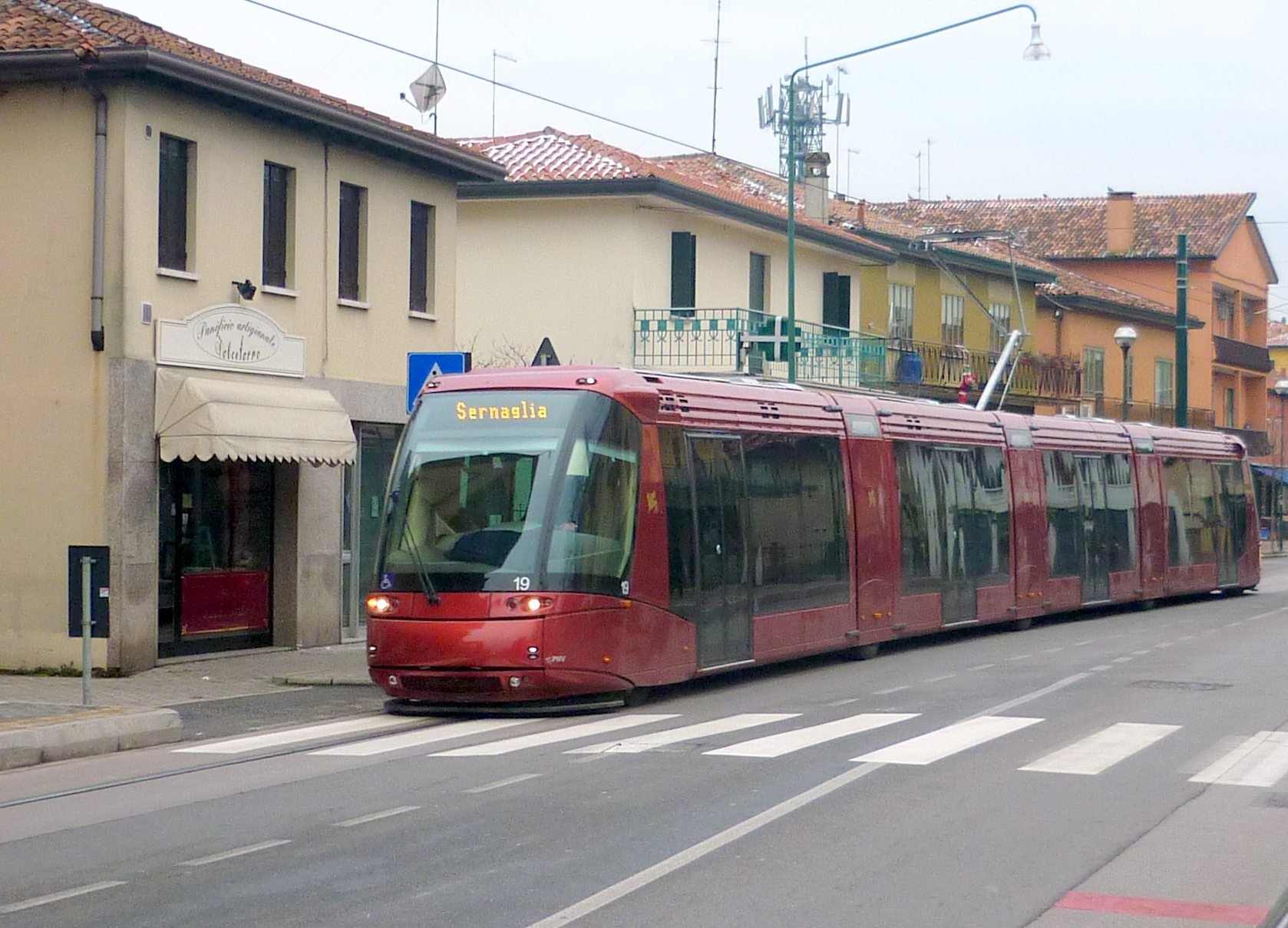
Tram alla fermata Pastrello a Favaro Veneto
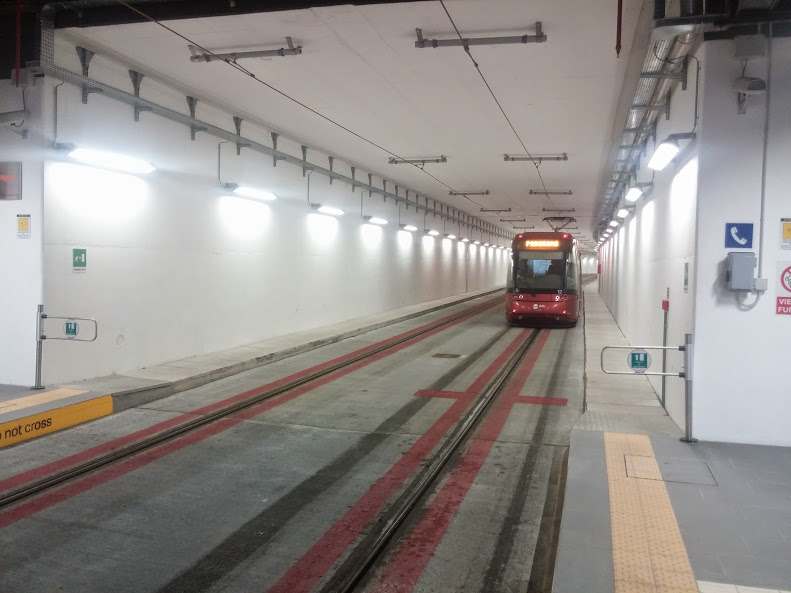
Tram nella fermata sotterranea Mestre FS in direzione Marghera
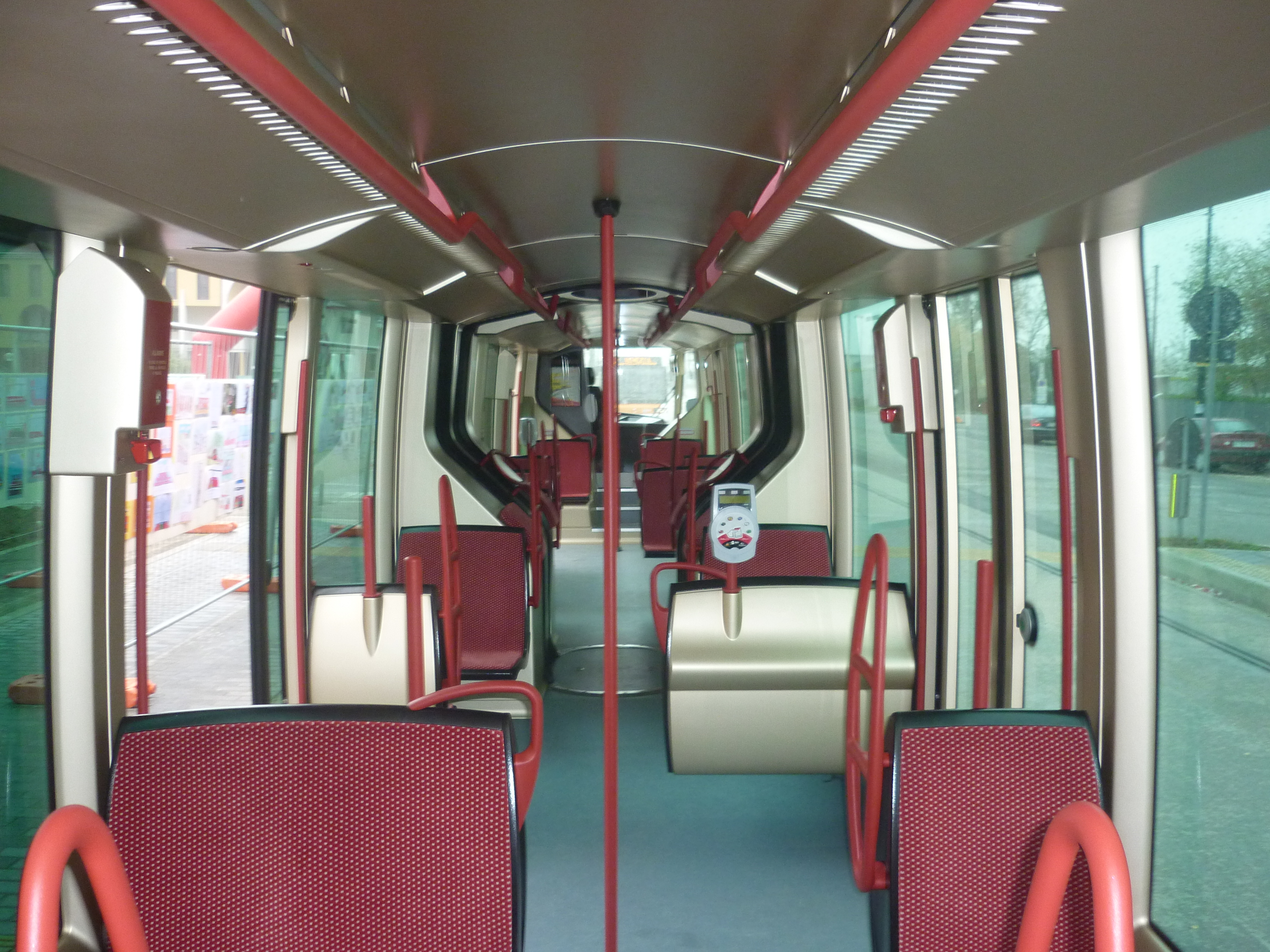
Interno dei convogli